# Osmani International Airport
Osmani International Airport är en flygplats i Bangladesh. Den ligger i den nordöstra delen av landet, 200 km nordost om huvudstaden Dhaka. Osmani International Airport ligger 16 meter över havet.
Terrängen runt Osmani International Airport är platt. Runt Osmani International Airport är det mycket tätbefolkat, med 1 573 invånare per kvadratkilometer.. Närmaste större samhälle är Sylhet, 6,9 km söder om Osmani International Airport. 
Omgivningarna runt Osmani International Airport är en mosaik av jordbruksmark och naturlig växtlighet.